# Molophilus strix
Molophilus strix är en tvåvingeart som beskrevs av Alexander 1930. Molophilus strix ingår i släktet Molophilus och familjen småharkrankar. Inga underarter finns listade i Catalogue of Life.